# Els Salarots
Els Salarots és un paratge del terme municipal de Monistrol de Calders, al Moianès.
Està situat a ponent del Pla del Sant, a llevant del Serrat de la Rectora i a migdia de la Baga de la Coma. És a la carena que separa les vall de la riera de Sant Joan, al sud, i del torrent de Colljovà, al nord. En el seu vessant sud-est hi ha el paratge de la Beresma.